# بنكوي عشاير ميركي (مقاطعة فسا)
بنكوي عشاير ميركي (بالفارسية: بنکوی عشایر میرکی) هي قرية تقع في Now Bandegan District في إيران. يقدر عدد سكانها بـ 101 نسمة .